# 女ともだち (1997年の映画)
『女ともだち』（原題：自梳、英：Intimates）は、1997年に製作された香港映画。
なお、『女ともだち』は、1997年に開催された第10回東京国際映画祭（11月9日）上映時の邦題である。2000年第9回東京国際レズビアン&ゲイ映画祭（7月20日）では『自梳 〜ツー・スゥー〜』のタイトルで公開された。

## キャスト
- ユィファン：カリーナ・ラウ
- イーファン（若い頃）：チャーリー・ヤン
- ワイ：テレサ・リー
- イーファン：ゴイ・ヤーレイ
- ワイの恋人：ウィンストン・チャオ
- シン：チン・ガーロウ
- ユィファンの夫：トン・ワイ